# Ère giolittienne

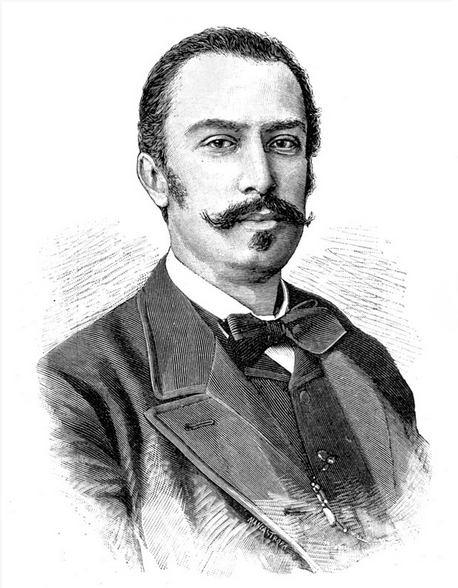
Giovanni Giolitti

L'Ère giolittienne est la période de l'histoire de l'Italie qui s'étend de 1903 à 1914, une dizaine d'années qui prirent à bon droit le nom des gouvernements successifs de Giovanni Giolitti caractérisant la vie politique italienne jusqu'à la veille de la Première Guerre mondiale. 
Se greffant sur la fin de la gauche historique, elle est précédée par un premier gouvernement transitoire faisant suite à la chute du gouvernement de Francesco Crispi commençant après la crise de la fin du XIXe siècle, et suivie par la période se déroulant jusqu'à l'instauration du régime fasciste.

## Giolitti I (mai 1892 - décembre 1893)
Le début du premier ministère de Giovanni Giolitti coïncide avec la première défaite du gouvernement de Francesco Crispi mis en minorité en février 1891 sur une proposition de loi d'augmentation de la fiscalité. Après une brève parenthèse (6 février 1891 - 15 mai 1892) durant laquelle le pays fut confié au gouvernement libéral-conservateur du marquis di Rudinì, Giovanni Giolitti, alors qu'il faisait encore partie du groupe Crispi, fut nommé Premier ministre, le 15 mai 1892.
Son refus de réprimer par la force les protestations traversant le pays et se déversant dans la rue lors de la crise économique générale qui faisait monter le coût des biens de première nécessité, les rumeurs le faisant passer pour le promoteur d'un impôt progressif sur le revenu lui aliénant la faveur des classes dirigeantes bourgeoises — entrepreneurs et propriétaires terriens — qui voyaient en lui une menace contre leurs intérêts, et enfin, les accusations de « couverture » des irrégularités fiscales dans le scandale de la Banca Romana faisant s'écrouler à la base le consensus sur lequel reposait son encore jeune politique, le contraignirent à démissionner le 15 décembre 1893, à peine plus d'un an et demi après sa nomination.

## Entre Giolitti I et Giolitti II: la crise de la fin de siècle
Face aux faiblesses montrées par Giolitti, les électeurs, encore peu nombreux du fait du suffrage restreint (it), confièrent à nouveau leurs voix au gouvernement répressif de Crispi pour tenter de mettre fin aux continuels désordres occasionnés par les travailleurs. La politique extérieure de Crispi, agressive et colonialiste le mena en Érythrée mais une série de défaites, culminant avec celle d'Adoua (1er mars 1896), entraîneront sa démission le 10 mars 1896. La période située entre ce moment et le 3 novembre 1903, date du retour de Giolitti au poste de Premier ministre, est communément appelée « crise de la fin de siècle » : une période de récession économique qui contribua à l'augmentation de la tension sociale et politique et se traduisit par la succession de onze gouvernements en à peine dix ans. 
Le 4 février 1901, le discours de Giolitti à la Chambre, emblématique de son idéologie, contribua à la chute du gouvernement alors en place, le gouvernement de Giuseppe Saracco, responsable d'avoir ordonné la dissolution de la Camera del lavoro de Gênes. Déjà, à partir du gouvernement de Giuseppe Zanardelli (15 février 1901 - 3 novembre 1903), Giolitti eut une notable influence au-delà de sa charge de ministre de l'Intérieur du fait entre autres de l'âge avancé du Président du Conseil.

## Giolitti II (novembre 1903 - mars 1905)
Le 3 novembre 1903 Giolitti revient au gouvernement se résolvant cette fois à un virage radical : il s'oppose toujours à la bourrasque réactionnaire de la fin de siècle, non plus dans le groupe Crispi comme précédemment, mais depuis les rangs de la gauche. 
Ce changement lui permet de mettre en œuvre plus facilement la politique qu'il envisageait déjà à l'époque de son premier mandat : concilier les intérêts de la bourgeoisie et ceux du prolétariat émergeant dans les secteurs agricole comme industriel (it). Giolitti fut le premier à proposer l'entrée dans son gouvernement au socialiste Filippo Turati qui refusa, convaincu que la base n'aurait pas compris sa participation à un gouvernement libéral bourgeois. Malgré l'opposition du courant maximaliste, minoritaire à cette époque, Turati appuya de l'extérieur le gouvernement Giolitti qui dans ce contexte put approuver des normes pour la protection des travailleurs (en particulier les enfants et les femmes) et pour la prévoyance de la vieillesse, de l'invalidité et des accidents. Les préfets furent invités à plus de tolérance à l'égard des grèves, à la condition qu'elles ne troublent pas l'ordre public. Les coopératives catholiques et socialistes furent autorisées à répondre aux appels d'offres.